# Corticaria longicollis
Corticaria longicollis är en skalbaggsart som först beskrevs av Zetterstedt 1838.  Corticaria longicollis ingår i släktet Corticaria, och familjen mögelbaggar. Arten är reproducerande i Sverige.